# فتحي المرداسي
فتحي المرداسي، ولد في 11 ديسمبر 1945 في جندوبة، هو سياسي تونسي.

## السيرة الذاتية
عين فتحي المرداسي في 15 يونيو 1993 ككاتب دولة لدى وزير الصحة العمومية الهادي مهني في حكومة حامد القروي، وبقي في منصبه هذا حتى 17 نوفمبر 1999، أين عين وزيرا للتنمية الدولية والاستثمارات الخارجية في حكومة محمد الغنوشي الأولى وذلك حتى 5 سبتمبر 2002. بعد سنة من ذلك، عين في منصب وزير الصناعة والطاقة في نفس حكومة الغنوشي الأولى بين 1 سبتمبر 2003 و10 نوفمبر 2004.

عين في 4 نوفمبر 2002 في منصب سفير تونس في ألمانيا. في 8 فبراير 2008، أصبح رئيس مجلس إدارة شركة الاتصالات تونيزيانا.